# Anastomyza discalis
Anastomyza discalis är en tvåvingeart som beskrevs av Malloch 1933. Anastomyza discalis ingår i släktet Anastomyza och familjen myllflugor. Inga underarter finns listade i Catalogue of Life.